# Lane Hutson
Pour les articles homonymes, voir Hutson.
Lane Hutson (né le 14 février 2004 à Holland, État du Michigan) est un joueur professionnel américain de hockey sur glace. Il évolue au poste de défenseur pour les Canadiens de Montréal dans la LNH.

## Biographie

### Carrière en club
Hutson commence sa carrière junior avec l'USNTDP dans l'USHL en 2020. Il est choisi au 2e tour, en 62e position par les Canadiens de Montréal lors du repêchage d'entrée dans la LNH 2022. En 2022, il rejoint l'université de Boston et évolue avec les Terriers dans le championnat NCAA. En 2022-23, avec 48 points, Hutson bat le record de Brian Leetch pour le plus grand nombre de points marqués en une seule saison par un défenseur de 19 ans et moins dans la NCAA. Hutson termine sa carrière à l'université de Boston avec un total de 49 points en 38 rencontres, partageant ainsi le premier rang des défenseurs de la NCAA avec Zeev Buium.
Le 15 avril 2024, il joue son premier match dans la Ligue nationale de hockey avec les Canadiens face aux Red Wings de Détroit et enregistre sa première assistance.
Hutson a signé son contrat d'entrée dans la LNH avec les Canadiens de Montréal le 12 avril 2024.
Le 9 décembre 2024, Hutson est complice d'un but de Patrik Laine dans une victoire de 3-2 contre les Ducks d'Anaheim. Avec cette mention d'aide, il obtient un point dans un septième match de suite, ce qui établit un record d'équipe chez les Canadiens pour un défenseur recrue. L'ancien record était partagé par Glen Harmon, réussi en 1943, et Chris Chelios en saison 1984-1985.
Après avoir récolté 21 assistances dans la LNH, il compte finalement son premier but le 14 décembre 2024 dans une cause perdante de 4-2 face aux Jets de Winnipeg. Son mois de décembre est fructueux avec ses deux buts et 11 assistances en 14 matchs et il est nommé Étoile recrue du mois. Il est récipiendaire du trophée Calder, remis au meilleur joueur recrue de la LNH, pour la saison 2024-2025 .

### Carrière en équipe nationale
Il représente les États-Unis au niveau international. Il prend part aux sélections jeunes. En 2023, le défenseur américain représente son pays au Championnat du monde junior et remporte la médaille de bronze. Hutson a d'ailleurs remporté la médaille d’or à sa dernière année d’admissibilité au Championnat du monde junior de hockey sur glace 2024. Lors de ce tournoi, il mène son équipe avec six passes décisives et est nommé dans l'équipe d'étoiles du Championnat du monde.

### Vie privée
Ses parents se nomment Rob et Julie Hutson. Il a trois frères nommés Quinn, Cole et Lars. Son frère Cole a été réclamé au 43e rang par les Capitals de Washington au repêchage amateur de la LNH en 2024, 19 rangs plus haut que son frère en 2022.

## Statistiques

### En club
| Saison     | Équipe                | Ligue       |    | Saison régulière | Saison régulière | Saison régulière | Saison régulière | Saison régulière |   | Séries éliminatoires | Séries éliminatoires | Séries éliminatoires | Séries éliminatoires | Séries éliminatoires |
| Saison     | Équipe                | Ligue       | PJ | B                | A                | Pts              | Pun              | PJ               | B | A                    | Pts                  | Pun                  |                      |                      |
| 2020-2021  | USNTDP                | USHL        | 27 | 3                | 11               | 14               | 6                | -                | - | -                    | -                    | -                    |                      |                      |
| 2021-2022  | USNTDP                | USHL        | 27 | 6                | 26               | 32               | 20               | -                | - | -                    | -                    | -                    |                      |                      |
| 2022-2023  | Terriers de Boston    | Hockey East | 39 | 15               | 33               | 48               | 26               | -                | - | -                    | -                    | -                    |                      |                      |
| 2023-2024  | Terriers de Boston    | Hockey East | 38 | 15               | 34               | 49               | 24               | -                | - | -                    | -                    | -                    |                      |                      |
| 2023-2024  | Canadiens de Montréal | LNH         | 2  | 0                | 2                | 2                | 0                | -                | - | -                    | -                    | -                    |                      |                      |
| 2024-2025  | Canadiens de Montréal | LNH         | 82 | 6                | 60               | 66               | 34               | 5                | 0 | 5                    | 5                    | 0                    |                      |                      |
| Totaux LNH | Totaux LNH            | Totaux LNH  | 84 | 6                | 62               | 68               | 34               | 5                | 0 | 5                    | 5                    | 0                    |                      |                      |

### En équipe nationale
| Année | Compétition                          |   | PJ | B | A | Pts | Pun | +/-                |  | Résultat |
| 2021  | Championnat du monde moins de 18 ans | 5 | 0  | 5 | 5 | 0   | +5  | Cinquième place    |  |          |
| 2022  | Championnat du monde moins de 18 ans | 6 | 0  | 8 | 8 | 4   | +12 | Médaille d'argent  |  |          |
| 2023  | Championnat du monde junior          | 7 | 1  | 3 | 4 | 2   | +1  | Médaille de bronze |  |          |
| 2023  | Championnat du monde                 | 9 | 2  | 4 | 6 | 2   | +7  | Quatrième place    |  |          |
| 2024  | Championnat du monde junior          | 7 | 0  | 6 | 6 | 14  | +8  | Médaille d'or      |  |          |

## Trophées et honneurs personnels

### Ligue nationale de hockey
- 2023 : récipiendaire du prix d'excellence E.-J.-McGuire
- 2024-2025 : nommé recrue du mois de décembre
- 2024-2025 : trophée Calder